# 花のように/砂浜にルージュ
「花のように / 砂浜にルージュ」（はなのように / すなはまにルージュ）は、1987年6月10日に発売された杉浦幸の6枚目のシングル。

## 解説
- 「花のように」は、グリコ協同乳業の1987年のCMソングである。
- 杉浦初の両A面シングルであると同時に、初めてタイアップ（「花のように」のみ）が付いた作品でもある。「砂浜にルージュ」と両A面シングルになった経緯としては、杉浦本人が「花のように」よりも「砂浜にルージュ」を非常に気に入り、シングルにしたいという熱烈な要望からであった。既に「花のように」にタイアップが決定していたため、最終的に杉浦の要望は通らなかったものの、プロデューサーが杉浦の意向を考慮し両A面シングルとして発売するという形となった。従って、「砂浜にルージュ」はB面ではなくSide2として収録された。
- 2015年3月4日発売の『悲しいな コンプリート・シングルス』において、「砂浜にルージュ」が初めてCDに収録された。
- 矢野顕子は「花のように」を、アルバム『GRANOLA』（1987年）においてセルフカヴァーしている。

## 収録曲
- 両楽曲共に、編曲：若草恵

1. 花のように [04:37]
作詞・作曲：矢野顕子
2. 砂浜にルージュ [04:35]
作詞：麻生圭子／作曲：佐藤健

## 収録作品
ベストアルバム
- 幸STORY
花のように
- 悲しいな コンプリート・シングルス
花のように
砂浜にルージュ
- 30th Anniversary Complete CD＋DVD Box
Disc4『幸STORY＋6』
花のように
砂浜にルージュ